# On Your Radar
On Your Radar es el tercer álbum de estudio de la banda británica The Saturdays el cual fue lanzado el 21 de noviembre de 2011 a través de Fascination Records. Entre sus productores y compositores se destacan Steve Mac, quien ha trabajado con ellas en sus 2 álbumes anteriores, Lucas Secon, Taio Cruz, Labrinth y Brian Higgins. 
El álbum no tuvo un gran impacto comercial, aun así se lanzaron 2 sencillos que entraron en el Top Diez de los UK Singles Chart y uno que estuvo en los Top veinte. Además fue recibido con críticas mixtas.
Para promocionar el disco, las chicas se embarcaron en su tercera gira, la cual fue llamada All Fired Up Tour.

## Composición y letra
Para este nuevo disco, las chicas deciden experimentar con nuevos sonidos, en una entrevista con Digital Spy Mollie  dijo que "El álbum es muy estilo 'Saturdays' pero obviamente muestra un progreso, hay un montón de Dance-pop reflejado en este, pero también hay unas hermosas baladas" Rochelle  añadió que "la banda ha co-escrito casi la mitad del disco" y que "El álbum no es más de lo mismo, tratamos de mantener el pop a lo largo de este, pero con ciertas variaciones"
Además, la banda decide hablar sobre su nuevo trabajo con la página oficial de los UK Singles Chart en el que hicieron un "Track by Track". All Fired Up, es la canción de apertura del álbum, la cual es producida por Brian Higgins (Girls Aloud, Pet Shop Boys, Sugababes) dijeron que "El trabajaba de una manera distinta, tuvimos que ir a diferentes estudios, hacer esta canción fue como hacer un puzle, de hecho el título del disco toma una de las frases de esta". Notorious, fue el primer single del álbum, se refirieron a este como "Una canción en la que te dan ganas de decir '¡Queremos ir de fiesta!', es muy diferente a lo que hemos hecho antes, es más R&B, tenemos muy buenos recuerdos de esta". Faster "Es un tema con una letra romántica, como para una balada, pero tiene un ritmo Dance, es una canción muy coqueta y muy pop". My Heart Takes Over es "Una balada hermosa, la forma en que la canta Vanessa hace que no dejes de escuchar lo que dice, te pone los pelos de punta, es un tema muy triste". 
Get Ready Get Set "Realmente es una canción muy optimista, Mollie y Una jamás rieron tanto como cuando estaban escribiéndola, estaban avergonzadas al tratar de escribir una letra por decirlo así 'erótica', definitivamente es un 'Hit'" The Way You Watch Me es una colaboración con el rapero Travie McCoy, "Es como de esas canciones para viajar y reproducirla con las ventanas abajo, tiene un encantador solo de guitarra cuando comienza. Travie nos envió la canción y nos enamoramos de ella, hacer esta colaboración con él fue asombroso, el grabó en LA y nosotras en Londres así que no lo vimos". For Myself fue escrita con Viktoria Hansen (Lena, Cover Drive, Twenty Twenty). "Ella es una chica muy simpática, escuchamos el ritmo y es una de esas canciones que podrías escribir de inmediato. Es acerca de una relación 'turbulenta' de esas en las que discutes demasiado, hay un montón de pasión, no quieres irte y dejarlo" Do What You Want With Me "Tiene una historia. Al principio no teníamos un buen presentimiento acerca de esta canción. Tiene un elemento Dubstep que era desconocido para nosotras, seguramente es una de las canciones más geniales del álbum. Es una de las favoritas de Vanessa". Promise Me "Es de esas canciones en las que tu novio de dice: 'si, si cariño, hare esto por ti', pero luego se va de fiesta con sus amigos. Así que lo mejor que puedes hacer es irte y tener una fiesta aún mejor, Te da el animo para salir de parranda". 
Wish I didn't Know "Es propiamente una balada, aunque es bastante alegre, refleja todo lo que sientes cuando ves a tu ex con otra persona haciendo las cosas que solían hacer juntos". White Lies es una canción Electro-pop "Mollie, la amo porque era como volver atrás a nuestro álbum debut. Cuando se dio cuenta de que el escritor era Rami Yacoub (Backstreet Boys, Britney Spears, Westlife) y Carl Falk (One Direction, Boyzone) estaba tan emocionada porque Rami había escrito para Britney, así que fue a verlo". Last Call es una balada sofisticada, muy de piel "La grabamos con Lucie Silvas (Delta Goodrem, Katharine McPhee), es acerca de esa persona que aún no puedes olvidar, sigue siendo tu 'Última Llamada'. Liricamente, es como una llamada de nuestra casa para todas nosotras. I Say Ok "Es realmente irónica, quisimos, escribir una letra básica, pero con un coro en que todos supieran lo que queríamos decir, es una canción pegajosa. Probablemente es el tema más pop del álbum. No tienes que ser la reina de la fiesta, si vas a pasarla bien de todos modos". Move On You es un tema "En el que queríamos escribir una letra 'sexy', ya saben, cuando las luces se apagan, te acercas a él. es un poco erótica y ruda, pero aun así es divertida y fue hecha de una manera pop".

## Recepción de la crítica
El álbum recibió críticas mixtas. David Grifiths de 4music le dio una buena acogida diciendo que "Musicalmente On Your Radar ve a las chicas en territorio familiar, con el coqueteo de tambores y bajos en 'The Way You Watch Me' y el dubstep de 'Promise Me'. "Definitivamente es el álbum más sobresaliente de su carrera con su exitosa fórmula Electro-pop". Catalogó a 'White Lies' como "la mejor del montón" y a 'Last Call' como una de las mejores canciones. "Solo el tiempo dirá si 'The Saturdays' siguen manteniéndose como unas de las mejores, aunque tienen todas las probabilidades de hacerlo si hacen álbumes como este", agregó. John Earls de Daily Star, también le dio una revisión positiva, dijo que "Ellas han estado en el radar por años, no solamente por su música, la cual puede cambiar". "Gracias por sus poderosas canciones como la ridículamente pegajosa 'For Myself' y 'Faster'. Sarah Kwong de Cosmopolitan alabó el álbum diciendo "On Your Radar es un álbum que muestra todo de la música, desde la arrogante 'Notorious' hasta el ritmo noventero de 'Get Ready Get Set'. La banda ha escrito letras enérgicas dándoles ritmos potentes y geniales, hablando sobre el poder femenino". "Pero así como nosotros las chicas también tienen sentimientos y eso queda al descubierto con 'Last Call'".
Muchos críticos notaron la ausencia de identidad y de individualidad. Lewis Corner de Digital Spy elogio a 'All Fired Up' y a 'Notorious' dijo que "Funcionaban bien", admitió que 'My Heart Takes Over' "Es una balada que brilla intensamente y que nos tomo por sorpresa", criticó a 'Faster' llamándola "Muy procesada" y a 'Get Ready Get Set', además catalogó a a 'For Myself' como una pista "genérica". Al terminar llamó al álbum como "Una mezcla de aciertos y errores que por desgracia hace que las chicas se salgan del radar". Matthew Horton de Virgin Media le da álbum 3 de 5 estrellas diciendo "No es un álbum malo, pero es mediocre. Esto es por las voces, pero el mayor problema es la producción, On Your Radar es un disco como uno de los tantos que podríamos encontrar en el mercado, creo que 'For Myself' y 'Promise Me' podrían ser cantadas por cualquier persona con un sintetizador y un tono medio". Aplaude a las primeras pistas 'All Fired Up', 'Notorious', 'Faster' y 'Get Ready Get Set', llama a 'Do What You Want With Me' como el tema destacado que levanta al álbum entre tanta 'ida en picada'. "The Saturdays pueden hacer algo mejor". Jon O'Brien de Allmusic llamó al álbum "genérico" y "sin emoción" criticando casi a la mayoría de las canciones por ser "robotizadas" y "urbanas". 'Wish I didn't know' fue catalogada como la "melodramática" aunque dijo que 'Notorious' y 'My Heart Takes Over' eran un poco más "prometedoras". "Las chicas no pueden evitar perderse del radar - añadió.". Por otro lado Mike Diver de BBC Music llama a las pistas "sin carácter" y que el grupo "ha perdido su personalidad". "Las voces no destacan, son solo personas cantando"-agrega. On Your Radar "Es una molestia como una alarma a las 3 de la mañana que solo tiene como objetivo atraer al público a un club".
Daily Express, The Observer y The Independent dieron las revisiones más negativas. Simon Gage (Daily Express) recibió al álbum con 2 estrellas de 5 diciendo "Si, las chicas pueden ser muy amorosas y caritativas, no hay nada de original en este disco, tal vez The Saturdays no es una banda a la que le gusta tomar riesgos". Hermione Hoby (The Observer) también le da 2 estrellas, criticando a la banda por irse en una dirección muy de 'club' y a las pistas por ser demasiado aburridas, dijo también, que la mejor pista era 'My Heart Takes Over'. Andy Gill (The Independent) dio la crítica más mordaz diciendo "La banda agita la bandera blanca en cuanto a originalidad", "Es un disco que no busca alejarse de la manada, pero que no puede evitar enterrarse en lo más profundo", le dio 1 estrella de 5.

## Sencillos
Notorious producido por Steve Mac fue el primer sencillo lanzado el 22 de mayo de 2011, este logra alcanzar el puesto #8 en las listas del Reino Unido y recibió críticas generalmente positivas.
All Fired Up producido por Xenomania fue el segundo sencillo lanzado el 4 de septiembre de 2011, logra ser otro top ten alcanzando el puesto #3 en los UK Singles Chart
My Heart Takes Over producido también por Mac es lanzado el 13 de noviembre de 2011, este falla en entrar en el top diez, alcanzando el puesto #15 y durando solo 3 semanas en el Top 100.

## Lista de canciones
| N.º | Título                                          | Escritor(es)                                                                        | Duración |  |
| 1.  | «All Fired Up»                                  | Tim Deal, Brian Higgins, Matt Gray, Annie Yuill, Space Cowboy, Miranda Cooper, MNEK | 3:13     |  |
| 2.  | «Notorious»                                     | Ina Wroldsen, Steve Mac                                                             | 3:12     |  |
| 3.  | «Faster»                                        | Wroldsen, Mac                                                                       | 3:54     |  |
| 4.  | «My Heart Takes Over»                           | Wroldsen, Mac                                                                       | 4:06     |  |
| 5.  | «Get Ready Get Set»                             | The Saturdays, Higgins, Cooper, Nicolas Dresti, MNEK, Tim Deal, Gray                | 3:28     |  |
| 6.  | «The Way You Watch Me» (featuring Travie McCoy) | Tanya Lacey, Lucas Secon, Carsten Mortensen                                         | 3:29     |  |
| 7.  | «For Myself»                                    | The Saturdays, David Eriksen, Viktoria Hansen, Thomas Eriksen                       | 3:24     |  |
| 8.  | «Do What You Want With Me»                      | Jarrad Rogers, Bryn Christopher                                                     | 3:37     |  |
| 9.  | «Promise Me»                                    | The Saturdays, Steve Daly & Jon Keep, Ali Tennant                                   | 3:22     |  |
| 10. | «Wish I didn't Know»                            | The Saturdays, Daly, Keep, Tennant                                                  | 3:42     |  |
| 11. | «White Lies»                                    | Wroldsen, Carl Falk, Rami Yacoub                                                    | 4:02     |  |
| 12. | «Last Call»                                     | Una Healy, Holmes, Lucie Silvas                                                     | 3:57     |  |
| 13. | «I Say OK»                                      | The Saturdays, David Eriksen, Nina Woodford                                         | 3:47     |  |
| 14. | «Move On You»                                   | The Saturdays, The Alias                                                            | 3:24     |  |

| iTunes Bonus Track |                                                   |              |          |  |
| N.º                | Título                                            | Escritor(es) | Duración |  |
| 4.                 | «My Heart Takes Over» (Radio Edit)                |              | 3:44     |  |
| 15.                | «On Your Radar – The Making of the Album» (Video) |              |          |  |
| 16.                | «Notorious» (Music Video)                         |              | 3:12     |  |
| 17.                | «All Fired Up» (Music Video)                      |              | 3:13     |  |
| 18.                | «My Heart Takes Over» (Music Video)               |              | 3:44     |  |

## Posicionamiento en listas
On Your Radar es el primer álbum de la banda que no es parte de la lista de los diez primeros en los UK Singles Chart, debuta y alcanza el puesto #23, vendiendo solo 18,044 copias en su primera semana
| Listas (2011)      | Máxima Posición |
| ------------------ | --------------- |
| Irish Albums Chart | 43              |
| UK Albums Chart    | 23              |